# The Gracie Allen Murder Case
The Gracie Allen Murder Case é um filme de comédia e mistério estadunidense dirigido por Alfred E. Green a partir de um roteiro de Nat Perrin. O filme é baseado no livro O Estranho Caso de Gracie Allen de S. S. Van Dine. É estrelado por Gracie Allen, Warren William, Ellen Drew, Kent Taylor, Judith Barrett, Donald MacBride e Jed Prouty. Foi lançado em 2 de junho de 1939, pela Paramount Pictures.

## Elenco
- Gracie Allen ...Gracie Allen
- Warren William ...Philo Vance
- Ellen Drew ...Ann Wilson
- Kent Taylor ...Bill Brown
- Judith Barrett ...Dixie Del Marr
- Donald MacBride ...procurador distrital John Markham
- Jed Prouty ...Tio Ambrose
- Jerome Cowan ...Daniel Mirche
- H. B. Warner ...Richard Lawrence
- William Demarest ...policial Ernest Heath
- Sam Lee ...Bandido
- Al Shaw ...Bandido
- Richard Denning ...Fred
- Irving Bacon ...funcionário do hotel
- Lillian Yarbo ...empregada doméstica (sem créditos)